# Плита острова Пасхи

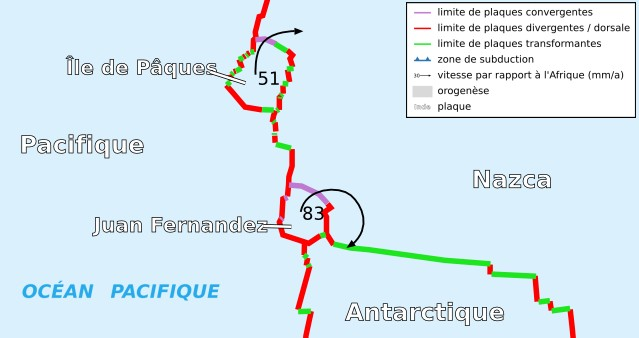
Восточная тектоническая плита и плита Хуан Ферденантес

Микроплита острова Пасхи — сравнительно небольшая (550 км x 410 км) литосферная плита или микроплита в юго-восточной части Тихого океана. Имеет площадь — 0,00411 стерадиан. Обычно рассматривается в составе плиты Наска.
Плита граничит на западе с Тихоокеанской плитой, и на востоке с плитой Наска. Плита целиком покрыта Тихим океаном.
Микроплита острова Пасхи называется в честь острова Пасхи, что расположен к востоку от неё на соседней плите Наска.